# 김명수 (1942년)
김명수(金明洙, 1942년 4월 24일 ~ )는 대한민국의 대학 교수 겸 정치가이다.
본관은 광산(光山)이며 호(號)는 정헌(靜軒)이다.

## 학력
- 1955년 서울수송국민학교 졸업
- 1958년 경복중학교 졸업
- 1961년 경복고등학교 졸업
- 1965년 서울대학교 행정학과 학사
- 1997년 단국대학교 행정대학원 행정학 석사

#### 명예 박사 학위
- 2001년 서울대학교 명예 정치학 박사

## 주요 경력
- 1984년 서울 아시안 게임 조직위원회 상임위원(1986년 퇴임).
- 1985년 서울 올림픽 조직위원회 상임위원(1988년 퇴임).
- 1988년 민주평화통일자문회의 사무처 이사관(1991년 이임).
- 1991년 민주평화통일자문회의 사무처 관리관(1994년 퇴임).
- 1996년 통일원 사무국 국장(1998년 퇴임).
- 1998년 숭실대학교 통일정책대학원 겸임교수(2001년 퇴임).
- 1998년 평화문제연구소 부이사장(2007년 퇴임).
- 1998년 대한체육회 남북체육교류대책위원회 상임위원(1999년 퇴임).
- 1999년 단국대학교 법정대학 강사(2000년 퇴임).
- 2000년 제1대 서울사이버대학교 총장(2001년 퇴임).
- 2001년 새천년민주당 촉탁위원(2001년 1월 23일).
- 2001년 새천년민주당 촉탁위원 직위에서 새천년민주당 충청남도 보령서천 지구당위원장으로 이임(2001년 3월 30일).
- 2002년 새천년민주당 충청남도 보령서천 지구당위원장 직위 퇴임(2002년 5월 13일).
- 2002년 서울사이버대학교 석좌교수(현재).
- 2002년 한국미래연합 당무위원 겸 국방안보특임고문(2002년 9월 20일).
- 2002년 한국미래연합 당무위원 겸 국방안보특임고문 직위 퇴임(2002년 11월 19일).
- 2003년 열린우리당 당무위원 겸 국방안보특임위원(2003년 12월 3일).
- 2004년 열린우리당 국방안보특임위원 직위 퇴임(2004년 3월 25일).
- 2005년 중국정경문화연구원 특별고문.
- 2006년 중국정경문화연구원 특별고문 직위 퇴임(2006년 1월).
- 2006년 자유민주연합 당무위원 겸 국방안보특임고문(2006년 2월 3일).
- 2006년 자유민주연합 당무위원 겸 국방안보특임고문 직위 퇴임(2006년 3월 3일).
- 2006년 한국의 미래를 준비하는 당 당무위원 겸 국방안보특임고문(2006년 6월 3일).
- 2006년 한국의 미래를 준비하는 당 당무위원 겸 국방안보특임고문 직위 퇴임(2006년 7월 3일).
- 2007년 국민중심당 당무위원 겸 국방안보특임고문(2007년 1월 30일).
- 2007년 평화문제연구소 소장(현직).
- 2007년 국민중심당 당무위원 겸 국방안보특임고문 직위 퇴임(2007년 6월 13일).
- 2007년 대통합민주신당 당무위원 겸 국방안보특보위원(2007년 9월 3일).
- 2007년 대통합민주신당 당무위원 겸 국방안보특보위원 직위 퇴임(2007년 10월 23일).
- 2007년 한나라당 당무위원 겸 국방안보특임고문(2007년 11월 3일).
- 2007년 한나라당 당무위원 겸 국방안보특임고문 직위 퇴임(2007년 12월 30일).
- 2008년 자유선진당 당무위원 겸 국방안보특임고문(2008년 2월 15일).
- 2008년 자유선진당 당무위원 겸 국방안보특임고문 직위 퇴임(2008년 6월 30일).
- 2009년 통일정책연구협의회 공동의장(현직).
- 2009년 통일교육협의회 이사장(현직).
- 2010년 국민중심연합 당무위원 겸 국방안보특임고문(2010년 5월 13일).
- 2010년 국민중심연합 국방안보특임고문 직위 퇴임(2010년 8월 15일).
- 2010년 미래희망연대 당무위원 겸 국방안보특임고문(2010년 9월 30일).
- 2010년 미래희망연대 당무위원 겸 국방안보특임고문 직위 퇴임(2010년 12월 20일).
- 2011년 미래연합 당무위원 겸 국방안보특임고문(2011년 1월 16일).
- 2011년 미래연합 당무위원 겸 대표최고위원(2011년 2월 21일).
- 2011년 미래연합 총재(2011년 3월 20일).
- 2012년 미래연합 총재 겸 대표최고위원(2011년 3월 20일).
- 2012년 미래연합 총재 겸 대표최고위원 직위 퇴임(2012년 1월 30일).
- 2012년 국민생각 당무위원 겸 국방안보특임고문(2012년 3월 13일).
- 2012년 국민생각 당무위원 겸 국방안보특임고문 직위 퇴임(2012년 4월 12일).
- 2012년 선진통일당 당무위원 겸 국방안보특임고문(2012년 6월 3일).
- 2012년 선진통일당 당무위원 겸 국방안보특임고문 직위 퇴임(2012년 11월 16일).
- 2012년 새누리당 당무위원 겸 행정위원(2012년 11월 23일).
- 2012년 새누리당 상임고문 겸 당무위원 이임(2012년 12월 30일).
- 2013년 새누리당 전임고문 겸 당무위원 이임(2013년 3월 25일).
- 2013년 새누리당 전임고문 겸 당무위원 직위 퇴임(2013년 6월 13일).
- 2017년 바른정당 당무위원 겸 국방안보행정특임고문(2017년 2월 23일).
- 2017년 바른정당 당무위원 겸 국방안보행정특임고문 직위 퇴임(2017년 5월 20일).
- 2017년 자유한국당 당무위원 겸 국제외교안보행정특보위원(2017년 6월 15일).
- 2017년 자유한국당 당무위원 겸 국제외교안보행정특보위원 직위 퇴임 및 자유한국당 탈당(2017년 7월 25일).

## 역대 선거 결과
|  | 12.93% |

|  | 29.94% |